# ابویوسف کندی
ابویوسف یعقوب بن اسحاق الکِنْدی مکنّیٰ به ابوالحکماء (۸۰۱–۸۷۳ میلادی، ۱۸۵–۲۵۶ هجری) مترجم نهضت ترجمه، ریاضی‌دان، منجم، موسیقی‌دان و فیلسوف عرب و عضو دارالحکمه بود.
کتابی به نام رسالهٔ کندی در نقد قرآن به نویسنده‌ای با این نام و معاصر خلیفه مأمون عباسی منسوب است. الکندی با نوشتن کتاب فی استعمال اعداد الهندی در ۸۳۰ میلادی نقش بزرگی در انتقال اعداد هندی به تمدن اسلامی و سپس به اروپا داشت.
وی نخستین حکیم از خلافت اسلامی است که به آثار حکمای یونان دسترسی داشته و به ترجمهٔ آثار ارسطو و تفسیر و بیان آن‌ها پرداخته است.
گفته می‌شود که کندی یکی از دو زبان یونانی یا سریانی را می‌دانسته و ابی‌اصیبعه گفته است که وی بسیاری از کتاب‌های فلسفی را ترجمه کرده است. ابومعشر بلخی او را از «حذاق مترجمین» دانسته و در ردیف حنین بن اسحاق و ثابت بن قرةالحرانی و عمر بن فرخان الطبری ذکر کرده است. کندی شاگردان بزرگی همچون ابومعشر بلخی و احمد بن الطیب سرخسی داشت. وی از تمام اطلاعات و علوم عقلی زمان خود آگاه بود و شمار تألیفات او را تا حدود ۲۷۰ مجلّد نوشته‌اند.

## زندگی
وی از قبیله کنده متعلق به جنوب عربستان بود و در کوفه متولد شد و در بغداد پرورش یافت و متناسب با اوضاع فرهنگی بغداد آن روزگار به نجوم، طب و فلسفه روی آورد و به فلسفه علاقهٔ بیشتری نشان داد. پدرش، اسحق بن الصباح، در عصر مهدی، هادی و رشید، امیر کوفه و از متمولین بود. الکندی در زمان مأمون، معتصم و متوکل می‌زیست و در دربار آن‌ها تقرب بسیار یافت؛ و محبوب دربار مأمون و معتصم و واثق بود و او را به معلمی احمد پسر معتصم گماشته بودند؛ امّا مغضوب متوکل قرار گرفت و علّتش اختلاف مسلک او با مسلک متوکل بود و پس از ضرب و شتم، کتابخانه‌اش مصادره شد و در سال ۲۵۲ درگذشت.
الکندی به فلسفه‌های یونانی، ایرانی و هندی آشنا بود و زبان پهلوی را نیز می‌دانست. گفته‌اند ۲۶۳ کتاب و رساله نوشته که اکثر این آثار هم‌اکنون مفقود شده است. کندی گویی دانشنامه‌نویس بود و نوشته‌هایش تمام حوزهٔ دانش یونانی را دربرمی‌گرفت: ریاضیات، هندسه، اخترشناسی، موسیقی، نورشناسی، پزشکی، منطق، روان‌شناسی، هواشناسی و سیاست.
قاضی صاعد اندلسی بر آن است که در اسلام جز کندی کسی به تخصص در علوم فلسفی مشهور نبود و او بود که فیلسوف عرب لقب گرفت.
ابن ابی‌اصیبعه می‌نویسد:
«او کتاب‌های فلسفی بسیاری را ترجمه کرده است.»
 مهم‌ترین اثر او کتاب فی ماهیه العقل است که در آن عقل را به چهار گونه ذکر کرده است: عقل بالفعل، عقل بالقوه، عقل که از قوه به فعل می‌گراید و عقل برهانی، آثار او را بیش از ۲۴۰ نوشته‌اند. وی در تلفیق دین و فلسفه کوشش بسیار کرد.

## دین
از نویسنده‌ای عرب به نام عبدالمسیح بن اسحاق الکندی که مسیحی و معاصر مأمون بود و کتابی به نام رسالهٔ کندی در نقد قرآن و رد اصالت آن باقی مانده است. او در کتابش فهرستی بلندبالا از کسانی که در جمع‌آوری قرآن دست داشتند، ذکر کرده و در پایان می‌نویسد: «ولی شما می‌دانید این حجاج بن یوسف بود که مصحف‌ها را گردآوری کرد و مطالب بسیاری از آنان حذف کرد.» او به داستانی دربارهٔ جمع‌آوری قرآن توسط ابوبکر اشاره می‌کند، امّا سپس می‌گوید که پیروان علی آن را نپذیرفتند و به قرآن علی مؤمن ماندند. کندی می‌گوید نسخه‌های مستقل قرآن دیگری هم بودند که پیروان بسیار داشتند و عثمان از مقبولیت‌شان اندیشناک بود.
ابن شهرآشوب می‌نویسد: «یعقوب بن اسحاق کندی» فیلسوف عرب در عصر خود، دست به تألیف کتابی در تناقضات قرآن زد و کسی را در جریان کار خود نگذاشت. روزی یکی از شاگردان او به حضور حسن بن علی عسکری رسید. امام به او فرمود: آیا در میان شما کسی نیست تا استادتان را از آنچه دربارهٔ قرآن می‌نویسد، بازدارد؟ او گفت: ما شاگردان او هستیم، چگونه می‌توانیم دربارهٔ این موضوع یا غیر آن به او اعتراض کنیم؟ امام بفرمود: اگر چیزی بگویم به کِندی خواهی گفت؟ آن مرد گفت: آری، امام فرمود: پیش او برو و از وی بپرس: آیا از نظر شما ممکن است منظور قرآن غیر از آن معانی باشد که گمان کرده و پذیرفته‌اید؟ خواهد گفت ممکن است؛ زیر اهل فهم است. پس بگو: چه می‌دانی؟ شاید همان‌گونه که امکان آن را پذیرفتی، مراد قرآن غیر از آن باشد که تو می‌فهمی؛ و او هم سخنان امام را به وی منتقل کرد. کندی که این مسئله را در سخن، امری محتمل و از نظر عقلی جایز می‌دانست، گفت: قسم می‌خورم که این کلام از تو نیست. آن مرد گفت: این سخنان از ابومحمد عسکری است. کندی گفت: هم‌اکنون پیش او می‌روم که این امر جز از این خاندان برنمی‌آید؛ آنگاه آتش خواست و همه آنچه را که نوشته بود، سوزاند و از بین برد.
شیخ عبدالله نعمه او را شیعه دانسته است.

## آثار
- فی استعمال اعداد الهندی
- المدخل المنطقی
- فی المعقولات العشر
- فی البرهان المنطقی
- من سمع الکیان فی بطلان قول
- فی جواهر الاجسام
- فی الإبانه عن وحدانیه الله
- فی أن النفس جوهر بسیط غیر داثر
- فی التوحید
- فی ماهیة الشیء
- الذی لا نهایة له

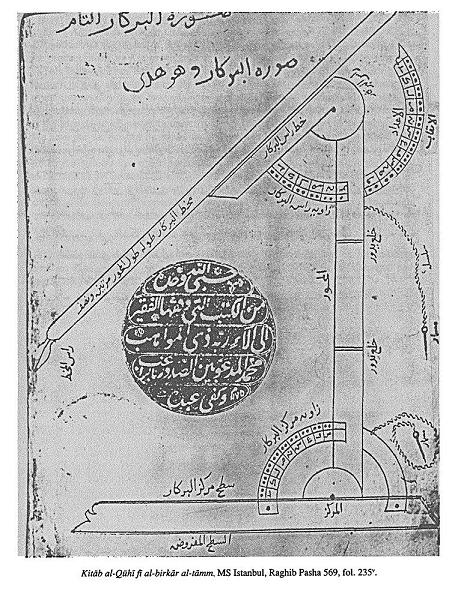

- فی الإبانه أنه لایمکن أن یکون جرم العالم بلا نهایة
- فی الحلیة لدفع الاحزان. این اثر شبیه تسلای فلسفه اثر بوئتیوس است.[۱۳]
- فی ماهیة العقل و الإبانه عنه: به گفته اتین ژیلسون این کتاب در خور توجه ویژه است و این کتاب در جلب توجهٔ مترجمان لاتینی موفق بود؛ زیرا ضمن توصیف افعال عقل، ماهیت انتزاع را نیز روشن می‌ساخت. در این رساله، کندی تمایز ارسطو میان عقل منفعل و عقل فعال را ارائه کرد.[۱۴]

## فلسفه
فلسفهٔ اسلامی با ابویوسف یعقوب کندی آغاز می‌شود و به وسیلهٔ شاگردان او ادامه می‌یابد. او را پدر فلسفهٔ اسلامی دانسته‌اند.

### آراء و دیدگاه فلسفی کندی
کندی در «رسالة حدود الاشیاء و رسومها» شش تعریف برای فلسفه ارائه کرده است، بدون اینکه دربارهٔ آن‌ها سخنی بگوید یا هیچ‌یک را برگزیند. وی در الفلسفة الاولی گفته است: 
«فلسفه علم به حقایق اشیاء به اندازه توانایی انسان است.»
کندی با اخذ عنوان «حقیقت» در تعریف فلسفه گرایش افلاطونی خود را بروز می‌دهد و تصریح می‌کند که غرض فیلسوف در مقام نظر، رسیدن به حق، و در مقام عمل، عمل به آن است. وی راه نیل به حقیقت هرچیزی را علت آن چیز می‌داند؛ یعنی برای رسیدن به حقیقت یک چیز لازم است به علت آن نائل شویم و از این طریق نتیجه می‌گیرد که شریف‌ترین فلسفه و برترین نوع آن، فلسفه اولی، یعنی فلسفه‌ای است که علم به نخستین حقیقت و علم به علّت همهٔ حقایق است. کندی بین فلسفه و فلسفه اولی فرق می‌نهد و معتقد است دانشی که دربارهٔ علّت نخستین پژوهش می‌کند به درستی و شایستگی فلسفه اولی نامیده شده است؛ زیرا علّت نخستین علّت تمام اشیاء دیگر است و بر اساس این قاعده که راه رسیدن به حقایق اشیاء علم به علّت آن‌هاست، علم به علّت نخستین، علم به همهٔ اشیاء دیگر است و از این رو، بقیه فلسفه (غیر فلسفه اولی) در فلسفه اولی منطوری است. بنابراین کندی فلسفه اولی را «علم به علّةالعلل» تعریف می‌کند و بدین ترتیب به مشرب ارسطو نزدیک می‌شود.

## نورشناسی
دو نظریه عمده اپتیک در نوشته‌های کندی وجود دارد: ارسطویی و اقلیدسی. ارسطو معتقد بود که برای اینکه چشم به درک یک شئ برسد، هم چشم و هم جسم باید در تماس با محیط شفاف (مانند هوا) باشد که با نور پُر شده است. تحت این شرایط، «شکل معقول» جسم از طریق محیط به چشم منتقل می‌شود. از سوی دیگر، اقلیدس پیشنهاد کرد که بینایی در خط مستقیم می‌دهد وقتی که «اشعه» از چشم به یک شئ نورانی رسیده و منعکس شود. همانند تئوری‌هایش در ستاره‌شناسی، دوگانگی ارتباط و فاصله در نوشته‌های کندی در این موضوع نیز به چشم می‌خورد. عاملی که کندی به آن اتکا کرد تا تعیین کند کدام یک از این نظریه‌ها درست‌تر است، این بود که چگونه هر یک به اندازهٔ کافی تجربهٔ دیدن را توضیح می‌دهد. به عنوان مثال، نظریه ارسطو قادر به توجیه اینکه چرا زاویه‌ای که یک فرد از یک شئ می‌بیند در درک آن تأثیر می‌گذارد. برای مثال، چرا یک دایره از دید جانبی یک خط به نظر می‌آید. از نظر ارسطو، شکل کامل معقول از یک دایره باید به چشم منتقل شود و باید به شکل یک دایره دیده شود. از سوی دیگر، اپتیک اقلیدسی یک مدل هندسی ارائه می‌داد که قادر به تبیین این امر به‌علاوه طول سایه‌ها و بازتاب در آینه بود، چون اقلیدس بر این باور بود که «اشعه» بینایی تنها می‌تواند در خط مستقیم سیر کند. (چیزی است که معمولاً در علم مدرن قبول است) به همین دلیل، کندی نظریه دوم را قبول داشت. نظریه‌های وی بر تحقیقات روبرت گروستسه در زمینهٔ نورشناسی تأثیرگذار بود.

## دستگاه رمز و رمزگشا
الکندی در قرن نهم میلادی در مقاله‌ای در مورد رمزگشایی پیام‌های رمزنگاری شده روش‌های رمز و رمزگشایی را شرح می‌دهد.

## تحلیل فرکانس
رساله الکندی مقاله‌ای در مورد رمزگشایی پیام‌های رمزنگاری شده در قرن نهم میلادی همچنین شامل اوّلین شرح روش تحلیل فرکانس است.